# Jürgen Thumann
Pour les articles homonymes, voir Thumann.
Jürgen R. Thumann, né le 17 août 1941 à Schwelm et mort le 11 août 2022 à Düsseldorf, est un entrepreneur allemand et est, de 2009 à 2013, président du groupe de pression du grand patronat européen, BusinessEurope. De 2005 à 2009 il est le président du syndicat Bundesverband der Deutschen Industrie (BDI). Il est le président-directeur-général de Heitkamp & Thumann Group à Düsseldorf et a été le directeur du conseil de surveillance de Heitkamp BauHolding (en) GmbH (ou Heitkamp Unternehmensgruppe) à Herne.